# Boto Fé
Boto Fé é o terceiro álbum de estúdio da banda de pop rock/reggae Scracho. É o primeiro álbum sem a participação de Gabriel Leal na guitarra.

## Lista de Faixas
1. Zeit
2. Boto Fé
3. Já Passou da Hora
4. Tô Bem Assim
5. Orgulhosa
6. Faz Sentido
7. Situation
8. Pode Rir
9. Cuida de Mim
10. O Carnaval

## Integrantes
- Débora Teicher - Bateria e Voz
- Caio Corrêa - Baixo e Voz
- Diego Miranda - Guitarra e Voz